# Bayombong
Bayombong ist eine Stadtgemeinde in der philippinischen Provinz Nueva Vizcaya. Bayombong ist auch der Sitz der Provinzregierung und somit die Hauptstadt von Nueva Vizcaya. Bayombong ist Sitz des Bistums Bayombong.
Die bedeutendste Bildungseinrichtung ist die Saint Mary’s University, sie wurde 1968 gegründet im Zuge eines staatlichen Entwicklungsprogramms zur Modernisierung des Magat-Tals, und die Nueva Vizcaya State University. Im Barangay Magsaysay liegt der Bangan Hill National Park. Zu den Hauptattraktionen von Bayombong zählt der Capitol Park, der in Anlehnung an den Rizal-Park, in Manila, auch Luneta des Nordens genannt wird. Er ist ca. acht Hektar groß, hat eine große Lagune und verschiedene andere Einrichtungen die der Entspannung dienen. Der Rizal Shrine befindet sich im Barangay Casat, er wurde zu Ehren von José Rizal eingerichtet und gilt als architektonisches Glanzstück der Region. Die St. Dominic Cathedral, der Bayombong Children’s Park und das People’s Museum and Library befinden sich im Zentrum der Gemeinde.
Bayombong ist in die folgenden 25 Baranggays aufgeteilt:
- Bansing
- Bonfal East
- Bonfal Proper
- Bonfal West
- Buenavista
- Busilac
- Cabuaan
- Casat
- District III
- District IV
- Don Domingo Maddela
- Don Mariano Marcos
- Don Tomas Maddela
- Ipil-Cuneg
- La Torre North
- La Torre South
- Luyang
- Magapuy
- Magsaysay
- Masoc
- Paitan
- Salvacion
- San Nicolas North
- Santa Rosa
- Vista Alegre

## Persönlichkeiten
- Mario de Leon Baltazar OP (1926–2012), römisch-katholischer Ordensgeistlicher und Prälat der Territorialprälatur Batanes